# Repubblica Socialista Sovietica Moldava
La Repubblica Socialista Sovietica Moldava o RSS Moldava (in romeno Republica Sovietică Socialistă Moldovenească, scritto come Република Советикэ Сочиалистэ Молдовеняскэ in cirillico moldavo; in russo Молда́вская Сове́тская Социалисти́ческая Респу́блика?, Moldavskaja Sovetskaja Socialističeskaja Respublika), fu una repubblica dell'Unione Sovietica dal 1940 al 1991.
Il suo territorio comprendeva in gran parte la regione della Bessarabia che, dopo la prima guerra mondiale, entrò a far parte del Regno di Romania.

## Storia
In data 2 dicembre 1917 il consiglio popolare moldavo denominato Sfatul Tarii, in risposta alla rivoluzione comunista russa, dichiarò l'indipendenza e costituì la Repubblica Democratica Moldava. Questa non venne riconosciuta dal Governo Russo. In gennaio del 1918, truppe Rumene entrarono in Bessarabia ed il 27 marzo il parlamento moldavo si espresse a favore dell'annessione della Moldavia al regno di Romania. Il 12 ottobre 1924, l'Unione Sovietica (che non riconobbe l'annessione della Bessarabia alla Romania) creò, nel territorio della RSS Ucraina compreso tra i fiumi Nistro (o Dniestr) e Bug, una repubblica autonoma denominata RSSA Moldava per dare maggiore autonomia alla minoranza moldava.
Il patto Molotov-Ribbentrop stipulato il 23 agosto 1939 tra URSS e la Germania riassegnò all'Unione Sovietica la Bessarabia e la Bucovina situati ad est del fiume Prut. Nell'estate del 1940, rioccupò i territori compresi tra il Nistro ed il Prut, fondandovi la RSS Moldava. La precedente RSSA Moldava fu reincorporata nella RSS Ucraina con l'eccezione della Transnistria (Pridniestrovie) che fu annessa alla neonata Repubblica Socialista Sovietica Moldava. La data ufficiale di costituzione della RSS Moldava divenne ufficialmente una repubblica costituente dell'URSS il 2 agosto 1940. La Romania si alleò con la Germania nazista nell'estate del 1941 prendendo parte all'occupazione nazista dell'Unione Sovietica, rioccupando il territorio moldavo. Alla fine della seconda guerra mondiale l'URSS rioccupò la Moldavia e ricostituì la Repubblica Socialista Sovietica di Moldavia.
La repubblica cambiò nome in Repubblica di Moldavia il 23 maggio 1991, e dichiarò l'indipendenza dopo il tentato colpo di Stato in Unione Sovietica, il 27 agosto 1991. Nel 1992 scoppiò nella regione della Transnistria, a maggioranza russofona, un conflitto tra le autorità locali (supportate da Mosca) e il nuovo governo di Chișinău. Il conflitto, durato alcuni mesi, si risolse con un armistizio che, de facto, sanciva l'autonomia della Transnistria dalla Moldavia. I vertici delle istituzioni politiche ed accademiche del paese erano occupati da persone di tutte le tre principali etnie; con il passare degli anni però questa situazione mutò gradualmente.

## Economia
Nonostante fosse la più densamente abitata tra le repubbliche dell'URSS, la RSS Moldava era specializzata nell'agricoltura, in particolare nella frutticoltura. L'unica regione della Moldavia in cui l'industria era predominante era la Transnistria, che nel 1990 produceva il 40% del PIL della repubblica e il 90% della sua energia elettrica.

## Gruppi etnici
Etnie (censimento del 1989):
- moldavi 62,7%
- ucraini 13,8%
- russi 13%
- bulgari 2%
- romeni 1,8%
- ebrei 1,5%
- gagauzi e altri 5,2%